# Villa Porvenir
Villa Porvenir (también: Sindicato Villa Porvenir) es una localidad de Bolivia, ubicada en el municipio de Villa Tunari de la provincia del Chapare en el departamento de Cochabamba. También es la capital del Sindicato Villa Porvenir, Central Villa 14 de septiembre, de la Federación Especial de Trabajadores Campesinos del Trópico de Cochabamba (FETCTC).

## Geografía
Villa Porvenir está ubicada en las tierras bajas de Bolivia en el extremo norte de la Cordillera Oriental. Se encuentra a 2 km de Villa 14 de Septiembre, 21 km de Villa Tunari y 184 km de Cochabamba sobre la Ruta 4204 que conecta con la Ruta 24 hacia el sur. El clima es tropical con una hora del día pronunciada.
La temperatura media anual a largo plazo es de casi 27 °C, las temperaturas mensuales oscilan entre unos buenos 23 °C en julio y algo menos de 29 °C en diciembre y enero. La precipitación anual de 2.300 mm muestra una temporada de lluvias clara de octubre a abril, con precipitaciones mensuales entre 160 y 380 mm.

## Historia
Villa Porvenir, o Sindicato Villa Porvenir, es parte de la Central Villa 14 de Septiembre, perteneciente a la FETCTC Fundado en 1958 por Sinforiano Maldonado y otras personalidades del entonces llamado "Colonia Porvenir" siendo este el más grande Sindicato en sus primeras décadas hasta 1995, donde se divide en tres sub-sindicatos los que actualmente son; Porvenir "A" (Villa Porvenir), Porvenir "B" (Villa Florida), Porvenir "C" (Porvenir C). Según el Censo Boliviano 2001 de población y vivienda Villa Porvenir comprende:
| Código         | Descripción                                               | Población | Área   |
| -------------- | --------------------------------------------------------- | --------- | ------ |
| 03100301058003 | SINDICATO VILLA PORVENIR                                  | 516       | Rural  |
| 03100301058    | SIND.VILLA PORVENIR "A" (CENTRAL VILLA 14 DE SEPTIEMBRE)  | 614       | Urbano |
| 03100301038004 | PORVENIR C                                                | 134       | Rural  |
| 03100301038    | SIND. VILLA PORVENIR "C" (CENTRAL VILLA 14 DE SEPTIEMBRE) | 168       | Urbano |
| 03100301047001 | SINDICATO VILLA FLORIDA                                   | 329       | -      |
| 03100301047    | SIND. VILLA FLORIDA (Central Villa 14 DE SEPTIEMBRE)      | 329       | Urbano |
| TOTAL          | VILLA PORVENIR                                            | 1113      | TOTAL  |

## Atractivos

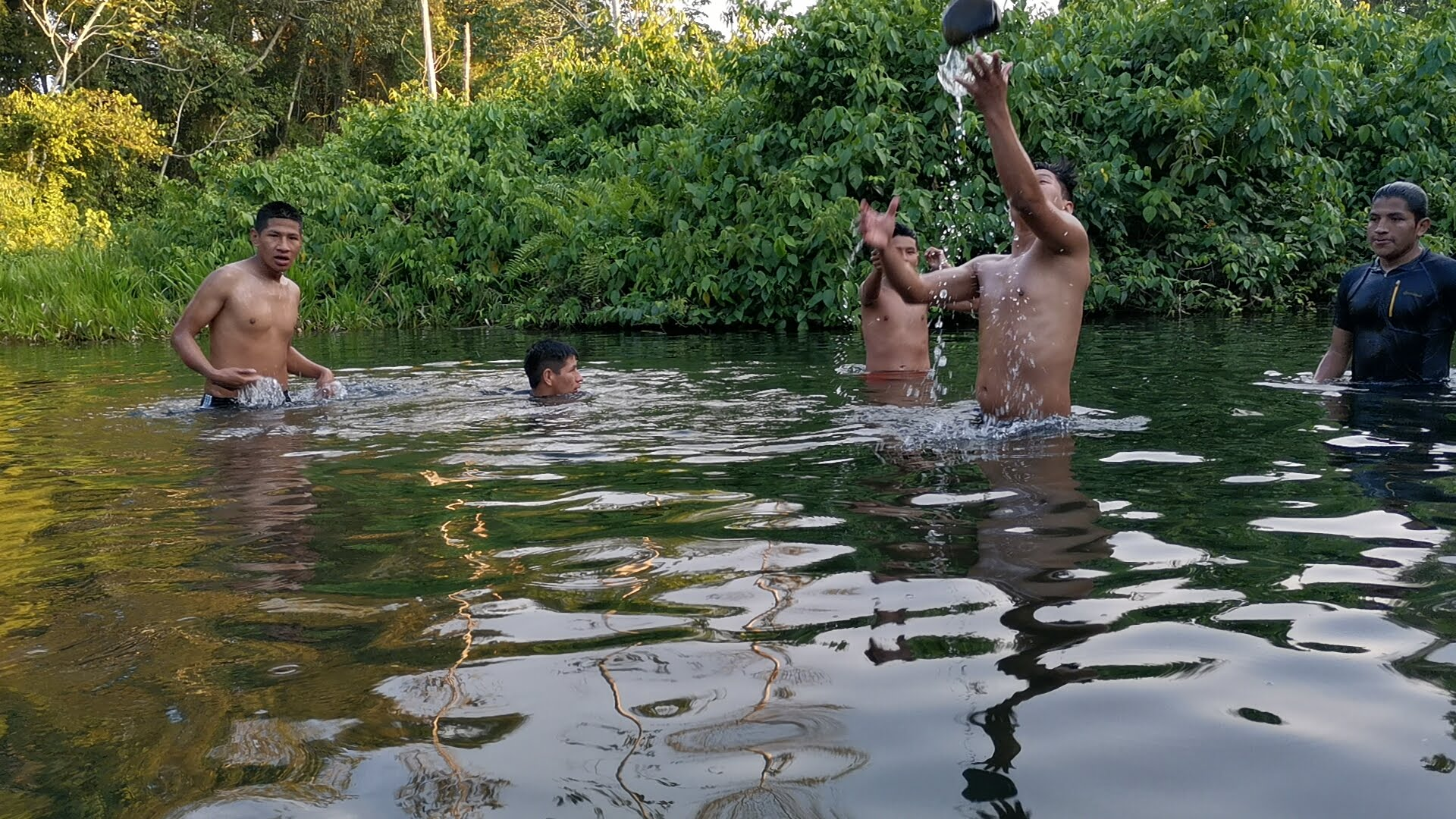
Rio Blanco de Porvenir

El pueblo se encuentra en una región de gran belleza natural, en la confluencia de los ríos Río Blanco y Río Futurito. El clima es lluvioso y cálido, con temperaturas de hasta 35 °C, por lo cual resulta una lluvia tibia, muy agradable y una buena calidad del aire. En sus cercanías hay varios atractivos, entre ellos: El Centro Acuático Porvenir, El Futurito y el Río Cristal. Asimismo se ofrece a los visitantes un paseo donde se tiene contacto con diferentes tipos de plantas y animales.

## Festividades
| FESTIVIDADES    | MESES | MESES | MESES | MESES | MESES | MESES | MESES | MESES | MESES | MESES | MESES | MESES |
| --------------- | ----- | ----- | ----- | ----- | ----- | ----- | ----- | ----- | ----- | ----- | ----- | ----- |
| FESTIVIDADES    | ENE   | FEB   | MAR   | ABR   | MAY   | JUN   | JUL   | AGO   | SET   | OCT   | NOV   | DIC   |
| Año Nuevo       | Sí    |       |       |       |       |       |       |       |       |       |       |       |
| Carnaval        |       | Sí    |       |       |       |       |       |       |       |       |       |       |
| Pascua          |       | Sí    |       |       |       |       |       |       |       |       |       |       |
| Santa Vera Cruz |       |       |       |       |       |       |       |       |       |       | Sí    |       |
| San Juan        |       |       |       |       |       | Sí    |       |       |       |       |       |       |
| Todos Santos    |       |       |       |       |       |       |       |       |       |       | Sí    |       |
| Navidad         |       |       |       |       |       |       |       |       |       |       |       | Sí    |
| Santa Cena      |       |       |       |       |       |       |       |       |       |       |       | Sí    |

## Religiones
El 10 de octubre de 2021 es consagrado la Iglesia Evangélica Pentecostal en Villa Porvenir, más de 40 años después de su primer local.
| IGLESIAS    | CARACTERÍSTICAS |
| ----------- | --- |
| Bautista    | Esta secta es 18 que Tiene mayor presencia 0 mayor cantidad de feligreses en el Municipio, tiene relación can otras iglesias de otras regiones como las de Cercado. Básicamente funcionan con pastores diseminados en diferentes sindicatos 0 comunidades realizando actividades diarias relacionadas con la iglesia por ejemplo los martes 10 dedican a las noches de oración, jueves estudio bíblico, sábado sociedad de jóvenes. Domingos, día de cuyo en diferentes idiomas (quechua) y para diferentes generaciones (jóvenes, niños y adultos). |
| Pentecostal | Básicamente sus celebraciones 10 realizan los domingos, también están organizados a través de los "pastores", organizan también días de estudios bíblicos, días de alabanza, etc, |

## Educación
| N.º | COLEGIO TÉCNICO HUMANÍSTICO PORVENIR | PLANTAS | CARACTERÍSTICAS |
| --- | ------------------------------------ | ------- | --- |
| 1   | Colegio Porvenir Primaria            | 2       | Abrió sus puertas en 1985 (fecha de fundación), ha sido la escuela más longeva de toda la región. |
| 2   | Colegio Porvenir Secundaria          | 3       | Se inauguró en el 2010, y hasta ahora ya tiene a su décima promoción. El Colegio Porvenir cuenta con 25 aulas, 2 laboratorios, una sala de Computación y un auditorio. Cuenta también con una cancha de Fútbol y una cancha múltiple de Futsal de sala. |
| 1   | Colegio Técnico                      | 2       | Abre en 2020. |